# Бо Бенар Комен
Бо Бенар Комен (фр. Bosc-Bénard-Commin) насеље је и општина у северној Француској у региону Горња Нормандија, у департману Ер која припада префектури Берне.
По подацима из 2011. године у општини је живело 315 становника, а густина насељености је износила 74,82 становника/km². Општина се простире на површини од 4,21 km². Налази се на средњој надморској висини од 120 метара (максималној 141 m, а минималној 90 m).

## Демографија
| 1962. | 1968. | 1975. | 1982. | 1990. | 1999. | 2011. |
| ----- | ----- | ----- | ----- | ----- | ----- | ----- |
| 112   | 161   | 200   | 193   | 247   | 252   | 315   |

График промене броја становника у току последњих година